# Noviny pod Ralskem
Noviny pod Ralskem (en allemand : Neuland am Rollberge) est une commune du district de Česká Lípa, dans la région de Liberec, en République tchèque. Sa population s'élevait à 309 habitants en 2021.

## Géographie
Noviny pod Ralskem se trouve à 15 km à l'est de Česká Lípa, à 24 km à l'ouest-sud-ouest de Liberec et à 73 km au nord-nord-est de Prague.
La commune est limitée par Brniště à l'ouest et au nord, par Stráž pod Ralskem à l'est, par Ralsko et Mimoň au sud, et par Pertoltice pod Ralskem au sud-ouest.

## Histoire
La première mention écrite du village date de 1504.

## Transports
Par la route, Noviny pod Ralskem se trouve à 4 km de Mimoň, à 19 km de Česká Lípa, à 35 km de Liberec et à 95 km de Prague.